# Factocracia
Factocracia (del latín factum, 'hecho' y del sufijo griego krátos, 'fuerza') es una forma de organización en la que los individuos eligen los papeles y tareas que quieres llevar a cabo ellos mismos. Las responsabilidades están vinculadas a la gente que va a realizar el trabajo y no a personas elegidas o seleccionadas para ello. Se trata de un neologismo que proviene del término híbrido do-ocracy.
Este término se popularizó en la gestión de movimientos libertarios y entre los participantes del evento Burning Man. Este modelo de gestión se suele emplear en las organizaciones de desarrollo de software de código abierto. Organizaciones como Anonymous o la redacción de artículos de la propia Wikipedia son ejemplos de factocracia.
El fenómeno de la factocracia ha sido fuertemente impulsado por las nuevas tecnologías de comunicación dando lugar a una nueva generación de ciudadanos que se autogestionan fuera de las esferas formales de los gobiernos. Creando iniciativas que van desde los comedores sociales populares en el sur de Europa a centros de datos colectivos de Brasil.

## Un ejemplo práctico
30 personas asisten a Burning Man y acampan juntos. María pregunta en su lista de correo: «¿Qué tal si organizamos un grupo de cocina para que todos podamos preparar la comida y comer juntos?» Otros contestan: «¡Claro, me gustaría participar!» o «Yo puedo hacer una tarta este viernes». Sin embargo, también podría suceder que nadie respondiese. Entonces, María llama a sus compañeros de campamento para pedir prestadas ollas, sartenes y utensilios, redacta los menús semanales, comprueba los gustos personales en la dieta de las diferentes personas, recauda el dinero para la comida, y organiza la compra de los suministros necesarios. Ya en el campamento publica una hoja con los turnos de cocina y limpieza, responde a preguntas, y cubre los turnos de la gente que no puede (o no quiere) hacer sus turnos.
Un compañero de campamento podría quejarse: «¿Por qué María decide lo que come todo el mundo y cuándo deben trabajar? ¿Quién la ha nombrado administradora?». Entonces los más sabios dirán: «Esto es una factocracia. Si crees que puedes hacer el trabajo que ella hace y quieres hacerlo, entonces ponte a ello. Probablemente le quitarás un peso de encima. Si no, no crees un problema respecto a eso, o ella podría dejar de hacer ese duro trabajo ¡y tendríamos que buscar otra forma de gestionar la cocina!».

## Condiciones necesarias
La factocracia normalmente aparece espontáneamente en grupos en los que:
- Que el trabajo X o la tarea Y no se hagan, o se hagan de manera pobre, no implica un riesgo crítico.
- La autoridad no es coercitiva.
- Hay muchos trabajos diferentes para hacer y mucha gente en situación de llevarlos a cabo.
- El trabajo se recompensa con reconocimiento.
- Cada miembro del grupo siente el deber y la obligación de participar en la asunción de responsabilidades.

## Problemas
- Los participantes pueden llegar a tener una gran cantidad de trabajo o tareas.
- Las personas que realizan de forma factocrática un trabajo pueden llegar a convertirse en despóticas y reclamar recompensas o remuneraciones por su trabajo.
- Las personas que no tienen tiempo o medios para llevar a cabo un trabajo, pero sí consideran que tienen la experiencia necesaria para ello pueden sentirse sobrepasadas.
- La factocracia no está siempre explícitamente definida, por lo que puede haber distintas percepciones sobre su justicia en los participantes.
- Si una minoría de los participantes en la comunidad factocrática acapara los trabajos más duros puede conllevar que los demás miembros sientan envidia o resentimiento.
- Las personas con la necesidad psicológica de trabajar denodádamente en busca de un sufrimiento que le sirva de penitencia tienden a asumir una mayor responsabilidad y, a veces, a imponer reglas demasiado estrictas al resto.
- Si una minoría de personas realizan el trabajo, las otras pueden caer en la complacencia y dejar de realizar las nuevas tareas necesarias, dando por hecho que «otro lo hará».
- Las personas que no pueden hacer tareas, o deciden optar por no hacerlas, a menudo son marginados en la toma de decisiones, lo que puede agravar las fracturas sociales.